# Limitation de bande passante
La limitation de bande passante (bandwidth throttling en anglais) est une méthode pour empêcher un terminal demandant un débit important (ex. : un serveur informatique ou un smartphone) de dépasser un certain débit en limitant la quantité de données transmise ou reçue pendant un certain laps de temps. Elle peut aussi être appliquée sélectivement à certains serveurs web (sites ou applications web).

## Description
La limitation de bande passante aide à réduire la congestion réseau et les crashs serveurs, tandis que pour les FAI, la limitation de bande passante peut être utilisée pour limiter le débit des utilisateurs sur certaines applications (comme BitTorrent) ou pour limiter le débit montant.
À la différence du plafonnement (capping en anglais), qui impose et limite un débit maximum, la limitation de bande passante assure un débit qui peut varier dans le temps, en fonction des volumes disponibles ou du volume de données déjà utilisé. La limitation n'intervient généralement que si la ligne ou le réseau commence à saturer, afin de restituer de la bande passante aux autres applications du réseau. Ainsi, le trafic sous limitation de bande passante sera moins prioritaire.
Ce mécanisme est possible sans adaptation du matériel, uniquement par voie logicielle. L'application va alors mesurer la bande disponible à intervalle de temps régulier, par exemple grâce à un ping ICMP. Elle peut alors augmenter ou réduire son propre débit, en fonction des réponses obtenues.